# Cavoportunus
Cavoportunus is een geslacht van kreeftachtigen uit de klasse van de Malacostraca (hogere kreeftachtigen).

## Soort
- Cavoportunus dubius (Laurie, 1906)